# Christophe Bourret
Christophe Bourret (ur. 22 października 1967 roku w Enghien-les-Bains) – francuski kierowca wyścigowy.

## Kariera
Bourret rozpoczął karierę w międzynarodowych wyścigach samochodowych w 2009 roku od startów w klasie GT V de V Challenge Endurance Moderne, gdzie raz stanął na podium. Z dorobkiem 104 punktów uplasował się na dziesiątej pozycji w końcowej klasyfikacji kierowców. W późniejszych latach Francuz pojawiał się także w stawce FIA GT2 European Cup, 24H Series, V de V Challenge Endurance, Intercontinental Le Mans Cup, 24-godzinnego wyścigu Le Mans, FIA World Endurance Championship, European Le Mans Series oraz Blancpain Endurance Series.